# متلازمة ايزنمنغر
متلازمة ايزنمنغر أو متلازمة آيزينمينغر أو منلازمة ايزنمنجر  (بالإنجليزية:  Eisenmenger's syndrome)‏ تحدث عندما تؤدي أمراض القلب الولادية غير المزرقة مع تحويلة من الأيسر إلى الأيمن مع مرور الوقت إلى زيادة في الدم الذي يذهب من القلب عبر الأوعية الرئوية، مما يؤدي إلى زيادة الضغط فيها فينتج عن ذلك مرض ارتفاع ضغط الشريان الرئوي، ومن ثم عكس التحويلة فتصبح من الأيمن إلى الأيسر. والمتلازمة تحديدا تتكون من : مرض قلب ولادي مع تحويلة من الأيسر إلى الأيمن + ارتفاع ضغط الشريان الرئوي + ظهور الزرقان. الأمهات المصابات بهذه المتلازمة قد يعانين من مضاعفات خطيرة أثناء الحمل، إلا أنه يتم تسجيل بعض حالات الولادة الناجحة.

## سبب التسمية
أول من استخدم هذا المصطلح هو الدكتور باول وود نسبة إلى الدكتور فيكتور ايزنمنغر الذي وصف هذه المتلازمة أول مرة سنة 1897 م.

## السبب
يؤدي عدد من أمراض القلب الولادية مع الوقت إلى تكون متلازمة إيزنمنغر مثل عيب الحاجز الأذيني ،عيب الحاجز البطيني، والقناة الشريانية المفتوحة، وعدد آخر من أمراض القلب الولادية غير المزرقة.

## المرضية
في الحالة الطبيعة يضخ الدم قدر معين من الجهة اليمنى عبر الشريان الرئوي إلى الجهة اليسرى إلى القلب بعد أكسجته في الرئة، ومنه إلى باقي اجزاء الجسم. في حالات أمراض القلب الولادية غير المزرقة كحالة وجود ثقب بين البطينين حيث يتم رجوع جزء من الجهة اليسرى إلى الجهة اليمنى من القلب، مما ينتج عن ذلك ضخ كمية أكبر من العادية عبر الجهة اليمنى من القلب إلى الشريان الرئوي غير المصمم لاستيعاب هذه الكمية الهائلة من الدم، مما يؤدي مع الوقت إلى اجهاد عضلة القلب والشريان الرئوي وتكون طبقة ليفية غير قادرة على العمل، وبهذا تصبح عملية أكسجة الدم الذاهب إلى الرئة أصعب وأصعب بسبب زيادة الضغط فيه وتليّفه. مع الوقت يحاول الجسم تحسين عملية الأكسجة عن طريق زيادة عدد كريات الدم الحمراء، لكن هذه العملية لا تلبث أن تتحول إلى كارثة عندما تزيد لزوجة الدم مما يساعد على حدوث تخثرات في مختلف الشرايين. باستمرار هذه العملية وعندما يرتفع الضغط في الشريان الرئوي لمرحلة تفوق ضغط الدم في الجهة اليسرى من القلب تحدث عملية تغير في اتجاه التحويلة فتصبح الآن من اليمين إلى اليسار، حيث يتم انتقال الدم غير المؤكسج من الجهة اليمنى عبر الثقب إلى الجهة اليسرى من القلب ومنه إلى الجسم دون مروره بالرئة للاكسجة، وهنا يظهر الزرقان وما يتبعه من مشاكل في مختلف أجزاء الجسم.

## العلاج
1. علاج غير جراحي عامة يشمل هذا النوع العلاج التلطيفي، والذي يعني معالجة الأعراض والمضاعفات تاركا العيب الخلقي في القلب كما هو. فهو يشمل علاج ضعف عضلة القلب مثلا عن طريق مدرات البول، وعلاج ارتفاع ضغط الشريان الرئوي عن طريق الموسعات الشريانية.
2. علاج جراحي وهو عبارة عن زراعة القلب-الرئة أو زراعة الرئة فقط.

## العلامات والأعراض
علامات وأعراض متلازمة ايزنمنغر تشمل:
- زراق، مسحة زرقاء على الجلد ناجمة عن نقص الأكسجين.
- ارتفاع عدد كريات الدم الحمراء.
- انتفاخ أو تورّم أطراف الأصابع.
- إغماء يعرف ب غشي.
- سكتة قلبية.
- عدم انتظام ضربات القلب.
- اضطرابات النزف.
- سعال الدم.
- نقص في الحديد.
- مشاكل في الكلى.
- سكتة دماغية.
- النقرس، نادر، بسبب زيادة امتصاص وإنتاج حمض اليوريك مع ضعف في الإفراز.
- حصى في المرارة.